# Johan Carlsson (datavetare)
Johan Eric Carlson född 26 juni 1973 i Umeå är en svensk professor i industriell elektronik, verksam vid avdelningen för signalbehandling på Luleå tekniska universitet, samt har varit verksam på Bergens universitet i Norge.
Carlsson påbörjade sina studier på dåvarande Högskolan i Luleå 1993. 
Carlsson tog sin civilingenjörsexamen i datateknik 1998 och sin doktorsexamen i "Electrical Engineering " år 2002, båda på Luleå tekniska universitet. En av Carlssons handledare/kollega var professor i signalbehandling Anders Grennberg (1939-2013).
Titeln på doktorsavhandlingen var "Ultrasonic Characterization of Materials and Multiphase Flows" och på licentiatavhandlingen "Multiphase flow measurements using ultrasound”. 
Åren 2002 till 2007 var Carlsson universitetslektor (senior lecturer) på "EISLAB" och i januari 2006 erhöll han titeln "docent". På Luleå tekniska universitet.
Åren 2007-2011 var Carlsson avdelningschef på avdelningen för signalbehandling på Luleå tekniska universitet 
Sedan 2012 är Carlsson professor i Industriell elektronik på Luleå tekniska universitet.
Carlssons forskning är främst inom området signalbehandling.
Från mars 2010 till december 2013 var Carlsson gästföreläsare/gästprofessor på Bergens Universitet i Norge.